# Erich Zenger
Erich Zenger (* 5. Juli 1939 in Dollnstein; † 4. April 2010 in Münster) war ein deutscher römisch-katholischer Theologe und Universitätsprofessor. Er gilt als einer der bedeutendsten alttestamentlichen Bibelwissenschaftler seiner Zeit. Insbesondere machte er sich um den christlich-jüdischen Dialog verdient. Zenger ist vor allem durch seine Arbeiten am Psalmenbuch hervorgetreten. Seine Einleitung in das Alte Testament gilt als ein Standardwerk der Bibelwissenschaften.

## Leben
Ab 1958 studierte Erich Zenger Philosophie (1961: Lic. phil.), Theologie (1965: Lic. theol.; 1971: Dr. theol.) und Orientalistik in Rom, Jerusalem, Heidelberg, Münster und Würzburg. 1964 wurde Zenger in Rom zum Priester geweiht. 1968 wurde er Wissenschaftlicher Assistent an der Universität Münster, ab 1970 in Würzburg.
1971 erhielt Zenger einen Ruf auf die Professur für Alttestamentliche Wissenschaft an der Universität Eichstätt, von 1973 bis 2004 lehrte er an der Universität Münster. 1982 lehnte er einen Ruf an die Universität Freiburg ab. Er erhielt mehrfach Gastprofessuren an der Dormitio-Abtei in Jerusalem. 1994 hatte er eine Gastprofessur an der Humboldt-Universität zu Berlin inne. Zenger hielt Gastvorlesungen und Gastvorträge an den Universitäten/Hochschulen in Berlin, Bochum, Bonn, Brixen, Dublin, Eichstätt, Essen, Frankfurt, Freiburg i. Ü., Göttingen, Graz, Greifswald, Heidelberg, Jerusalem, Innsbruck, Kassel, Lausanne, Linz, Marburg, München, Paderborn, Passau, Regensburg, Salzburg, Sheffield, Tübingen, Wien und Würzburg. Die Abschiedsvorlesung vor seiner Emeritierung hielt er am 14. Juli 2004.
Ab 1976 war Zenger Mitglied im Gesprächskreis „Juden und Christen“ beim Zentralkomitee der deutschen Katholiken, ab 1994 Mitglied der Arbeitsgruppe „Fragen des Judentums“ der Deutschen Bischofskonferenz. Von 1988 bis 1991 war Zenger Vorsitzender der Arbeitsgemeinschaft der deutschsprachigen katholischen Alttestamentler.
Zenger starb unerwartet am Ostersonntag des Jahres 2010 in Münster an den Folgen eines Unfalls.
Am Seminar für Katholische Theologie der Freien Universität Berlin lief von 2014 bis 2019 ein von der DFG finanziertes Forschungsprojekt, das sich mit Zengers Wirken im Blick auf die biblische Hermeneutik nach der Shoa im Kontext des jüdisch-christlichen Dialogs beschäftigte.

## Ehrungen und Auszeichnungen
- 2001: Herbert-Haag-Preis
- 2009: Buber-Rosenzweig-Medaille[5]
- 2009: Theologischer Preis der Salzburger Hochschulwochen für das theologische Gesamtwerk[6]

## Bibliographie

### Monographien
- Die Sinai-Theophanie. Untersuchungen zum jahwistischen und elohistischen Geschichtswerk (fzb 3), Würzburg 1971.
- Gepredigte Bibel. Eröffnungsworte, Gebete, Predigten, Fürbitten, Würzburg 1971 (zusammen mit F.-J. Ortkemper)
- Ein Grundtext biblischer Gotteserfahrung Ex 3–4: Methodische Auslegung (Theologie im Fernkurs Aufbaukurs Lb 5), Würzburg 1973.
- Exodus. Geschichten und Geschichte der Befreiung Israels (SBS 75), Stuttgart 1975, 2. Aufl. 1979 (zusammen mit P. Weimar).
- Studienbrief „Altes Testament“ (Fernstudienlehrgang für katholische Religionspädagogik DIFF), Tübingen 1975.
- Durchkreuztes Leben. Besinnung auf Hiob, Freiburg 1976 (zusammen mit R. Böswald).
- Studienbrief „Hermeneutik I. Methoden der Schrift- und Dogmenauslegung“ (Fernstudienlehrgang für katholische Religionspädagogik DIFF), Tübingen 1977 (zusammen mit Franz Joseph Schierse/J. Wohlmuth).
- Das Buch Exodus (Geistl. Schriftlesung AT 7), Düsseldorf 1978, 3. Aufl. 1987 (Übersetzung ins Koreanische 1990).
- Der Gott der Bibel. Ein Sachbuch zu den Anfängen des alttestamentlichen Gottesglaubens, Stuttgart 1979, 3. Aufl. 1986 (Übersetzung ins Italienische 1983, ins Portugiesische 1989).
- Das Buch Judit (JSHRZ I/6), Gütersloh 1981.
- Durchkreuztes Leben. Hiob, Hoffnung für die Leidenden (Neuausgabe). Freiburg 1981, 2. Aufl. 1982.
- Israel am Sinai. Analysen und Interpretationen zu Exodus 17–34. Altenberge 1982, 2. Aufl. 1985.
- Gottes Bogen in den Wolken. Komposition und Theologie der priesterschriftlichen Urgeschichte (SBS 112), Stuttgart 1983, 2. Aufl. 1987.
- Die Zukunft der Welt liegt auch in unserer Hand. Umweltschutz im Widerstreit der Interessen (Materialien zum lebenskundlichen Unterricht. Materialheft zum Thema des Monats Februar 1984, hg. v. Katholischen Militärbischofsamt Bonn), Bonn 1984.
- Das Buch Ruth (Zürcher Bibelkommentare: AT; 8), Zürich 1986, 2. Auflage, 1992, ISBN 3-290-14740-1.
- Mit meinem Gott überspringe ich Mauern. Einführung in das Psalmenbuch, Freiburg 1987, 4. Auflage 1993, ISBN 3-451-21094-0; Taschenbuchausgabe: HB 8810, Freiburg 1994.
- Köstlich ist’s vom Baum zu essen. Bilder und Texte zum Alten Testament, Münster 1988 (zusammen mit B. Kösters).
- Das Erste Testament. Die jüdische Bibel und die Christen, Düsseldorf 1991, 4. Aufl. 1994 (Übersetzung ins Italienische 1997, ins Tschechische 1999).
- Ich will die Morgenröte wecken. Psalmenauslegungen, Freiburg 1991, 4. Aufl. 1995; Taschenbuchausgabe: HB 8811, Freiburg 1994.
- Die Psalmen I. Psalm 1–50 (Neue Echter Bibel). Würzburg 1993 (zusammen mit Frank-Lothar Hossfeld)
- Am Fuß des Sinai. Gottesbilder des Ersten Testaments, Düsseldorf 1993, 2. Aufl. 1994 (Übersetzung ins Tschechische 1996).
- Ein Gott der Rache? Feindpsalmen verstehen (Biblische Bücher 1), Freiburg 1994, 2. Aufl. 1998 (Übersetzung ins Englische 1996, ins Italienische 2005).
- Der Gott Israels und die Völker. Untersuchungen zum Jesajabuch und zu den Psalmen (SBS 154), Stuttgart 1994 (zusammen mit N. Lohfink; Übersetzung ins Englische 2000).
- Einleitung in das Alte Testament (Kohlhammer Studienbücher Theologie 1), Stuttgart 1995. 7. Aufl. 2008 (zusammen mit Georg Braulik u. a.). 9., aktualisierte Auflage 2015 (zusammen mit Christian Frevel u. a.), ISBN 978-3-17-030352-2. (Übersetzung ins Portugiesische 2003, ins Italienische 2005, ins Russische 2008, ins Koreanische und ins Spanische).
- Als Anfang schuf Gott. Biblische Schöpfungstheologien, Düsseldorf 1997 (zusammen mit K. Löning; Übersetzung ins Englische 2000).
- Die Nacht wird leuchten wie der Tag. Psalmenauslegungen, Freiburg 1997 (Neuausgabe: Mit meinem Gott überspringe ich Mauern. Ich will die Morgenröte wecken), ISBN 3-451-26379-3.
- Dein Angesicht suche ich. Neue Psalmenauslegungen, Freiburg 1998.
- Die Psalmen II. Psalm 51–100 (Neue Echter Bibel), Würzburg 2002 (zusammen mit F.-L. Hossfeld).
- Psalmen 51–100 (HThKAT). Freiburg 2000, 3. Aufl. 2007 (zusammen mit F.-L. Hossfeld), 728 S., ISBN 3-451-26826-4 (Übersetzung ins Englische 2005).
- Stuttgarter Altes Testament, Stuttgart 2004.
- Stuttgarter Psalter, Stuttgart 2005.
- Psalmen. Auslegungen 1–4. Freiburg 2008 (2003), ISBN 3-451-27615-1 (darin: Bd. 1: Mit meinem Gott überspringe ich Mauern. Bd. 2: Ich will die Morgenröte wecken. Bd. 3: Dein Angesicht suche ich. Bd. 4: Ein Gott der Rache? Feindpsalmen verstehen.)
- Psalmen 101–150 (HThKAT). Freiburg 2008 (zusammen mit F.-L. Hossfeld), ISBN 3-451-26827-2.
- Frank-Lothar Hossfeld, Erich Zenger: Neigt euer Ohr den Worten meines Mundes. Studien zu Psalmen und Psalter. Verlag Katholisches Bibelwerk, Stuttgart 2015, ISBN 978-3-460-33149-5.

### Herausgeberschaft
- Gott der Lebenden und der Toten. Drei Ansprachen, Mainz 1976 (zusammen mit F.Kamphaus/J.B.Metz).
- Künder des Wortes. Beiträge zur Theologie der Propheten. FS J.Schreiner, Würzburg 1982 (zusammen mit L.Ruppert/P.Weimar).
- Dynamik im Wort. Lehre von der Bibel, Leben aus der Bibel, Stuttgart 1983 (zusammen mit J.Gnilka).
- Tisa von der Schulenburg, Wie die Ränder einer Wunde. Bilder der Klage, Kevelaer 1983 (zusammen mit K.Richter).
- Josef Schreiner: Segen für die Völker. Gesammelte Schriften zur Entstehung und Theologie des Alten Testaments. Würzburg 1987.
- Lehrerin der Gerechtigkeit. Studien zum Buch der Weisheit (Erfurter theologische Schriften 19) Leipzig 1990 (zusammen mit G.Hentschel).
- Der eine Gott und die Göttin. Gottesvorstellungen des biblischen Israel im Horizont feministischer Theologie (QD 135), Freiburg 1991 (zusammen mit M.-Th.Wacker).
- Israel und Kirche heute. Beiträge zum christlich-jüdischen Dialog. FS E.L. Ehrlich, Freiburg 1991 (zusammen mit M.Marcus/E.W.Stegemann).
- Josef Schreiner. Leben nach der Weisung Gottes. Gesammelte Schriften zur Entstehung und Theologie des Alten Testaments II, Würzburg 1992.
- Der Neue Bund im Alten. Studien zur Bundestheologie der beiden Testamente (QD 146), Freiburg 1993.
- Neue Wege der Psalmenforschung. FS W. Beyerlin (HBS 1), Freiburg 1994, 21995 (zusammen mit K. Seybold).
- Tora und Kanon. Studien zu ihrer Bedeutung in Judentum und Christentum (HBS 8), Freiburg 1995.
- Josef Schreiner. Der eine Gott Israels. Gesammelte Schriften zur Theologie des Alten Testaments III, Würzburg 1997.
- Lebendige Welt der Bibel. Entdeckungsreise in das Alte Testament, Freiburg 1997.
- Der Psalter in Judentum und Christentum (HBS 18), Freiburg 1998.
- Der Septuagintapsalter. Sprachliche und theologische Aspekte (HBS 32), Freiburg.
- „Mein Sohn bist du“ (Ps 2,7). Studien zu den Königspsalmen (SBS 192), Stuttgart 2002 (zusammen mit E.Otto).
- Gottesstadt und Gottesgarten. Zu Geschichte und Theologie des Jerusalemer Tempels (QD 191), Freiburg 2002 (zusammen mit O.Keel).
- „Wort JHWHs, das geschah …“ (Hos 11,1). Studien zum Zwölfprophetenbuch (HBS 35), Freiburg 2002.
- Ritual und Poesie. Zur Funktion von Gebeten und Psalmen im Alten Orient, im Judentum und im Christentum (HBS 37), Freiburg 2003.

### (Mit-)Herausgeberschaft von Reihen und Zeitschriften
- Herders Theologischer Kommentar zum Alten Testament (alleiniger Herausgeber: 54 Teilbände geplant)
- Herders Biblische Studien (ab 1994, zusammen mit Hans-Josef Klauck)
- Stuttgarter Bibelstudien (ab 1981)
- Münsteraner Theologische Abhandlungen
- Altes Testament und Moderne
- Orbis Biblicus et Orientalis (ab 1978)
- Biblische Zeitschrift
- Freiburger Rundbrief
- Jahrbuch für Biblische Theologie
- Kohlhammer Studienbücher Theologie